# Thrixspermum brevipes
Thrixspermum brevipes är en orkidéart som beskrevs av Rudolf Schlechter. Thrixspermum brevipes ingår i släktet Thrixspermum och familjen orkidéer. Inga underarter finns listade i Catalogue of Life.